# Cantellius iwayama
Cantellius iwayama is een zeepokkensoort uit de familie van de Pyrgomatidae. De wetenschappelijke naam van de soort is voor het eerst geldig gepubliceerd in 1983 door Hiro.